# Caradrina eutapaishana
Caradrina eutapaishana là một loài bướm đêm trong họ Noctuidae.